# Światowid pod Wawelem w Krakowie
Światowid pod Wawelem w Krakowie – kamienna rzeźba będąca kopią idola ze Zbrucza, stojąca u podnóża Wawelu w Krakowie, na skwerku u zbiegu ulic św. Idziego, Grodzkiej i Drogi do Zamku.
Rzeźba powstała w latach 1963–1968, a jej twórcami są Józef i Waldemar Wesołowscy. Stanowi kopię idola wyłowionego w 1848 z rzeki Zbrucz, tzw. Światowida, który przedstawia pięcioro bóstw z religii Słowian wraz z podziałem kosmosu na piętra i którego oryginał znajduje się w krakowskim Muzeum Archeologicznym. W 1968 została umieszczona na skwerze u stóp Wawelu w Krakowie jako jedna z wielu kopii Światowida stawianych przez władze z okazji obchodów 1000-lecia państwa polskiego. Rzeźba została poddana renowacji w 2008. Obok niej rośnie kasztanowiec będący pomnikiem przyrody, uszkodzony w lipcu 2021 przez nawałnicę.

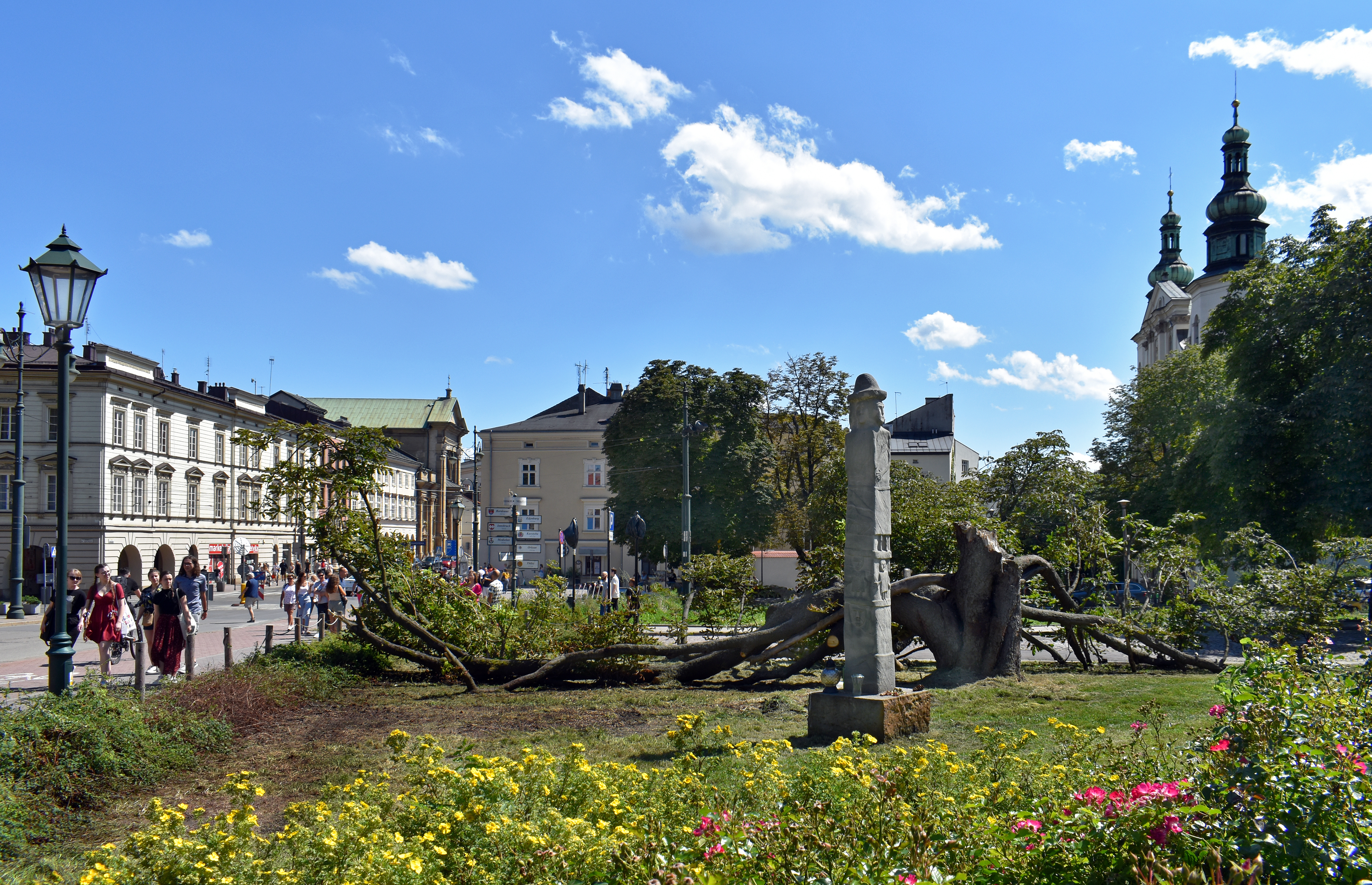
Obecny wygląd otoczenia (VIII 2021).